# Mohammed Fayez
Mohammed Fayez Subait Khalifa Al-Alawi (en árabe: محمد فايز سبيط خليفة العلوي; Umm al-Qaywayn, Emiratos Árabes Unidos; 6 de octubre de 1989) es un exfutbolista emiratí. Jugaba de lateral izquierdo. Es internacional absoluto con la selección de los Emiratos Árabes Unidos.

## Clubes
| Club   | País                   | Año       |
| ------ | ---------------------- | --------- |
| Al Ain | Emiratos Árabes Unidos | 2010-2021 |

## Palmarés

### Títulos nacionales
| Título                                    | Club   | País                   | Año     |
| ----------------------------------------- | ------ | ---------------------- | ------- |
| Liga Árabe del Golfo                      | Al Ain | Emiratos Árabes Unidos | 2017-18 |
| Liga Árabe del Golfo                      | Al Ain | Emiratos Árabes Unidos | 2014-15 |
| Liga Árabe del Golfo                      | Al Ain | Emiratos Árabes Unidos | 2012-13 |
| Liga Árabe del Golfo                      | Al Ain | Emiratos Árabes Unidos | 2011-12 |
| Supercopa de los Emiratos Árabes Unidos   | Al Ain | Emiratos Árabes Unidos | 2015-16 |
| Supercopa de los Emiratos Árabes Unidos   | Al Ain | Emiratos Árabes Unidos | 2012-13 |
| Copa Presidente de Emiratos Árabes Unidos | Al Ain | Emiratos Árabes Unidos | 2017-18 |
| Copa Presidente de Emiratos Árabes Unidos | Al Ain | Emiratos Árabes Unidos | 2013-14 |